# Couvent de la Visitation de Roubaix
Le couvent de la Visitation est un ancien couvent de l'ordre de la Visitation situé dans le quartier de l'Hommelet, boulevard de Strasbourg à Roubaix (département du Nord).

## Histoire
Les religieuses de la Visitation s'installent à Roubaix en 1877, année où la première pierre de leur couvent est posée. Il est bâti par Paul Destombes et terminé en 1882, dans le style de la Renaissance italienne. Faute de vocations, le couvent ferme ses portes en 1975 et il est racheté par la ville le 22 novembre 1976 pour en faire des logements sociaux. La chapelle devient une église de quartier, l'église du Sacré-Cœur (aujourd'hui rattachée à la paroisse Bienheureux Charles de Foucauld du doyenné de Roubaix) reprenant le vocable de l'ancienne église du Sacré-Cœur de Roubaix, qui se trouvait place Audenaerde et qui avait dû être démolie  à cause du manque de ressources pour l'entretenir. La chapelle rectangulaire de briques à encorbellements de pierre calcaire présente une grande rosace en façade et une statue de la Vierge à l'Enfant au-dessus du portail.
L'ancien couvent de briques longe le canal de Roubaix et s'articule autour d'un grand cloître et de deux cours intérieures avec une chapelle (l'église du Sacré-Cœur) donnant sur le boulevard de Strasbourg, dont le mur d'enceinte a été abattu pour donner libre accès au boulevard. Le parc de 13 000 m2 du couvent avec sa roseraie est ouvert au public depuis 1989 et une partie de ses murs a été abattue pour ouvrir la vue sur le canal de Roubaix. Le parc a été réhabilité en 1998, constituant un des espaces verts les plus agréables de la ville.
Le bâtiment situé le long du boulevard de Strasbourg a subi un incendie en octobre 2013 qui détruit une partie de la toiture et été pillé en novembre 2013,. En octobre 2013, l'ancien couvent (dont les derniers locataires avaient quitté les lieux en 2012 , le bâtiment ayant été régulièrement squatté avec des déprédations) a été vendu à un nouveau promoteur immobilier pour en faire une cinquantaine d'appartements de standing et des commerces de proximité. Finalement le projet est stoppé par le promoteur en juin 2016, faute d'acheteurs,. En septembre 2016, le porche de l'église est détruit par un incendie volontaire.